# Zombie (cóctel)

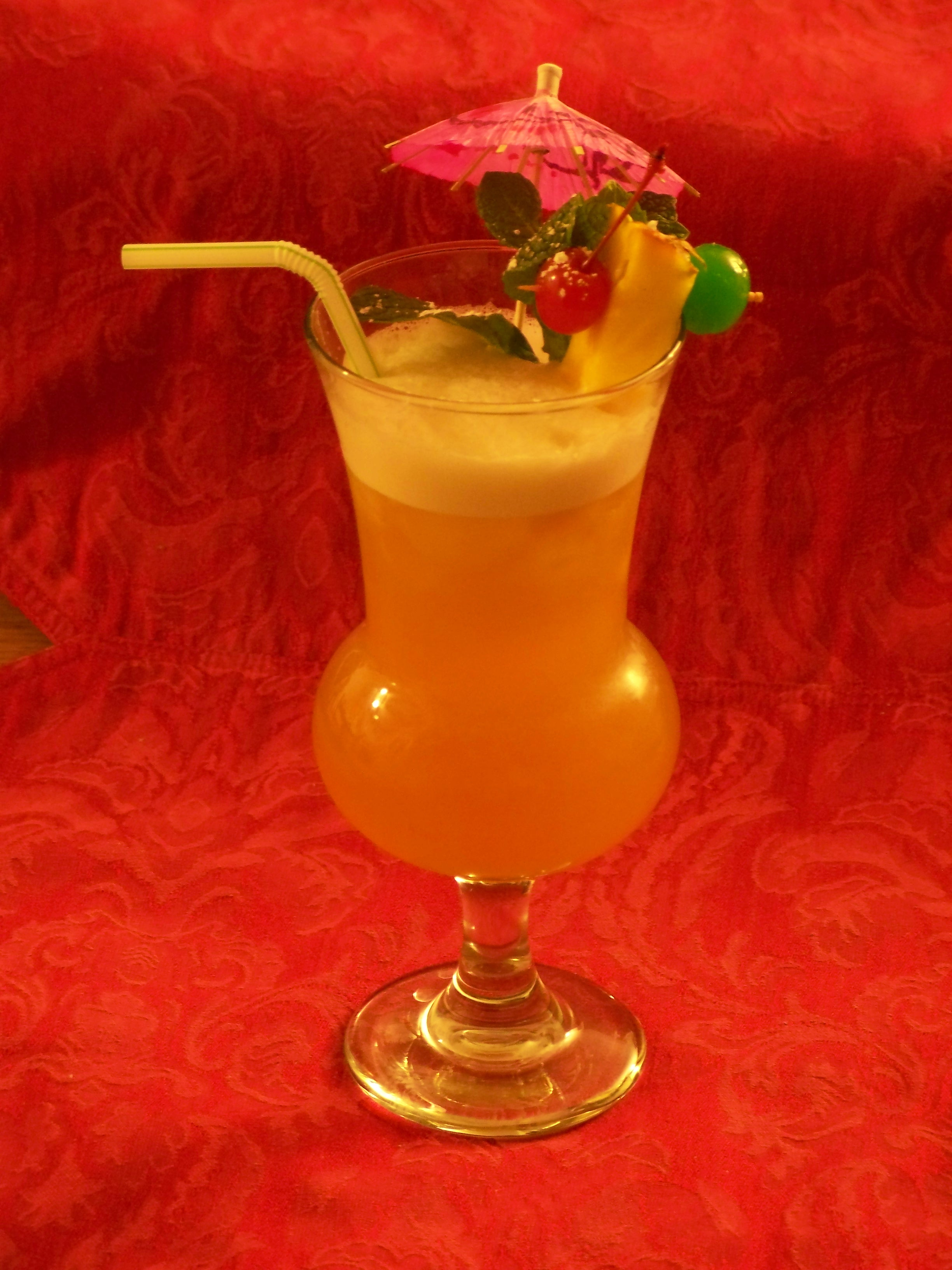

Zombie es un cóctel compuesto por diversos tipos de Brandy y Ron, mezclados con distintos tipos de jugos frutales. Se caracteriza por ser uno de los cócteles más fuertes, de manera que se le nombró así por el efecto potente que ejerce en quienes lo beben.

## Historia
El cóctel Zombie data del año 1930 y se comenzó a servir en el restaurante hollywoodense Don the Beachcomber, luego de que su dueño, Ernest Raymond Beaumont Gantt (Don Beach), preparara un trago para un amigo que se encontraba a punto de tomar un vuelo, quien días más tarde volvió al restaurante quejándose de que aquel trago lo había convertido en un Zombi durante su viaje debido a su alto contenido de alcohol.
Otra versión cuenta que Don Beach probó crear una nueva receta e improvisó con los ingredientes del cóctel Zombie para uno de sus asiduos clientes que le pidió un trago capaz de revivirlo debido a que sufría una gran resaca. El nombre de Zombie, se debe al gran contenido de alcohol que lleva el cóctel, capaz de resucitar a un muerto. Por este motivo no es de extrañar que en los restaurantes Beachcomber se limitara el consumo a dos por persona, ya que este brebaje equivale en grados de alcohol a dos o tres de otros, como el Manhattan o el Daiquiri.
Se cree que la receta original de Zombie nunca se dio a conocer y se perdió con la muerte de Don Beach. Sin embargo, el autor y experto en cócteles, Jeff Berry, tras entrevistar a algunos camareros de la cadena de restautantes Don the Beachcomber logró dar con la que asegura es la receta original publicándola en su libro Beachbum Berry's Sippin' Safari, en el cual describe 3 recetas diferentes para la preparación del cóctel Zombie que datan desde el año 1934 hasta el 1956. 

## Variantes
Una de las variaciones a la receta consiste en mantener la base de distintos tipos de Ron, Brandy y Bacardi y cambiar los zumos de naranja, piña, limón, granadina, por piña y papaya. Otra versión se basa en eliminar el Brandy y cambiar los jugos, de sabores más dulces a otros más cítricos como limón, piña y papaya. 
Independiente de la variación que se quiera hacer, la forma de combinar las partes es la misma: mezclar todos los ingredientes en una juguera con hielo picado. Mezclar a velocidad media y servir en una copa. 

## Preparación
La preparación del cóctel consiste en agregar un vaso de hielo y todos los ingredientes a una coctelera o juguera (a excepción del ron 151, si es que este está incluido en la receta), agitar la coctelera cerrada con fuerza durante cinco segundos y servir en un vaso. Luego verter el ron 151 por encima de la mezcla de manera que flote sobre los demás ingredientes, y finalmente decorar el vaso con una rodaja de alguna fruta a elección.